# Aires urbaines dans la Sarthe
Il y a 12 aires urbaines en Sarthe, (dont 3 partagées avec d'autres départements) :
- 4 grandes aires urbaines (aire urbaine dont le pôle urbain offre plus 10 000 emplois et dont 40 % de la population travaille dans le pôle urbain) : Le Mans, Alençon, Sablé-sur-Sarthe, La Ferté-Bernard.

- 1 moyenne aire urbaine, (aire urbaine dont le pôle urbain offre entre 5 000 et 10 000 emplois et dont 40 % de la population travaille dans le pôle urbain) : La Flèche.

- 7 petites aires urbaines (aire urbain dont le pôle urbain offre entre 1 500 et 5 000 emplois et dont 40 % de la population travaille dans le pôle urbain) : Château-du-Loir, Mamers, Le Lude, Saint-Calais, Bessé-sur-Braye, Sillé-le-Guillaume, Loué.

## Liste
| Nom                                | Population (2015)                   | Densité de population (2015)      | Superficie                        | Type d'aire urbaine  | Nombre de commune(s)   |
| ---------------------------------- | ----------------------------------- | --------------------------------- | --------------------------------- | -------------------- | ---------------------- |
| Aire urbaine du Mans               | 347 348 hab.                        | 172 hab./km²                      | 2 015,0 km2                       | Grande aire urbaine  | 123                    |
| Aire urbaine d'Alençon             | 67 801 hab. (dont 14 216 en Sarthe) | 91 hab./km² (60 pour la Sarthe)   | 741,3 km2 (dont 254,05 en Sarthe) | Grande aire urbaine  | 59 (dont 18 en Sarthe) |
| Aire urbaine de Sablé-sur-Sarthe   | 30 934 hab. (dont 29 279 en Sarthe) | 76 hab./km2 (77,6 pour la Sarthe) | 408,3 km2 (dont 377,4 en Sarthe)  | Grande aire urbaine  | 20 (dont 17 en Sarthe) |
| Aire urbaine de La Ferté-Bernard   | 20 970 hab.                         | 75 hab./km2                       | 280,1 km2                         | Grande aire urbaine  | 21                     |
| Aire urbaine de La Flèche          | 17 183 hab.                         | 143 hab./km2                      | 120,2 km2                         | Moyenne aire urbaine | 3                      |
| Aire urbaine de Château-du-Loir    | 7 984 hab.                          | 126,1 hab./km2                    | 63,3 km2                          | Petite aire urbaine  | 3                      |
| Aire urbaine de Mamers             | 7 049 hab.                          | 135.9 hab./km²                    | 51,9 km2                          | Petite aire urbaine  | 6                      |
| Aire urbaine du Lude               | 4 428 hab.                          | 64,8 hab./km2                     | 68,36 km2                         | Petite aire urbaine  | 1                      |
| Aire urbaine de Saint-Calais       | 3 814 hab.                          | 71,2 hab./km2                     | 53,6 km2                          | Petite aire urbaine  | 2                      |
| Aire urbaine de Bessé-sur-Braye    | 2 712 hab. (dont 2 233 en Sarthe)   | 86 hab./km2 (108 pour la Sarthe)  | 31,6 km2 (dont 20,6 en Sarthe)    | Petite aire urbaine  | 2 (dont 1 en Sarthe)   |
| Aire urbaine de Sillé-le-Guillaume | 2 711 hab.                          | 133,2 hab./km²                    | 20,4 km2                          | Petite aire urbaine  | 2                      |
| Aire urbaine de Loué               | 2 596 hab.                          | 109 hab./km2                      | 23,8 km2                          | Petite aire urbaine  | 2                      |

## Pour approfondir